# Реймон Талле
Реймон Талле (фр. Raymond Talleux, 2 березня 1901 — 21 березня 1982) — французький академічний веслувальник.
Срібний призер Олімпійських Ігор 1924 року в складі розпашної четвірки зі стерновим.
Бронзовий призер Чемпіонату Європи 1924 року в складі розпашної двійки зі стерновим.